# Mary (Turcomenistão)
Mary, anteriormente chamada Merv, Meru e Alexandria Margiana, é uma cidade do Turquemenistão, capital da Província de Mary. Em 1999 sua população era de 123 000 habitantes.

## História
A antiga cidade de Merv situava-se num oásis por onde passava a Rota da Seda. Foi ocupada pela Rússia Imperial em 1884. A cidade moderna foi fundada nesse mesmo ano, servindo como um entreposto militar e administrativo russo.
Depois de os Bolcheviques dominarem a cidade em 1918, a União Soviética focou-se em desenvolver Mary como um centro de produção de algodão, adotando extensas práticas de irrigação. 
Em 18 de maio de 1992, após o colapso da União Soviética e da proclamação da independência do Turquemenistão a cidade passou a ser o centro da Província de Mary.
Após 2000, a cidade desenvolveu-se rapidamente, com um largo número de ruas a áreas residenciais. Foi construído um novo terminal de aeroporto, um teatro, uma biblioteca, um museu histórico, o palácio Ruhiyet, um estádio, um complexo equestre, uma piscina interior, e uma estação ferroviária renovada.
Em 2012, a cidade foi declarada uma das capitais culturais da Comunidade de Estados Independentes.

## Cidades Irmãs
- Istambul, Turquia
- Jeddah, Arábia Saudita

1. ↑  «Туркменистан: золотой век». www.turkmenistan.gov.tm. Consultado em 7 de agosto de 2016
2. ↑  «Туркменский город Мары получил сертификат культурной столицы СНГ | Интернет-газета Turkmenistan.Ru». www.turkmenistan.ru. Consultado em 7 de agosto de 2016